# Uklepaj
Uklepaj, tudi predklepaj, ( ( ) je osamosvojeni levi del dvodelnega, navadno okroglega oklepaja. Je znak, ki vklepa besedo, številko, stavek ipd. s sprednje oziroma leve strani.